# 泰国国会大厦

國會大廈正面全貌

泰国国会大厦 是泰国国会召開會議的地點。 位於泰國曼谷律实县昭拍耶河左岸，建筑面积为424,000 m 2 。
泰国国会於1933年至1974年期間於阿南达沙玛空皇家御会馆召開會議。2008 年沙马·顺达卫政府決定在律实縣建造一個議會大廈。 